# Kamayari
Kamayari é um tipo de yari (lança japonesa), utilizada no Japão feudal. Possui uma forma de foice característica que é a responsável pelo seu nome.
É utilizada ainda hoje em vários estilos tradicionais de luta japonesa (koryu), alguns famosos como hōzōin-ryū, Kashima shintō-ryū e suihasu-ryū.
Geralmente os ganchos são grandes o suficiente para segurar a cabeça, pescoço ou mandíbula (quando em uma árvore) ou para os membros de um espadachim no chão, por isso é diferente dos outros tipos de yari. Também o kama-yari era usado para enganchar cavaleiros e desmontá-los.